# Maersk triple-E

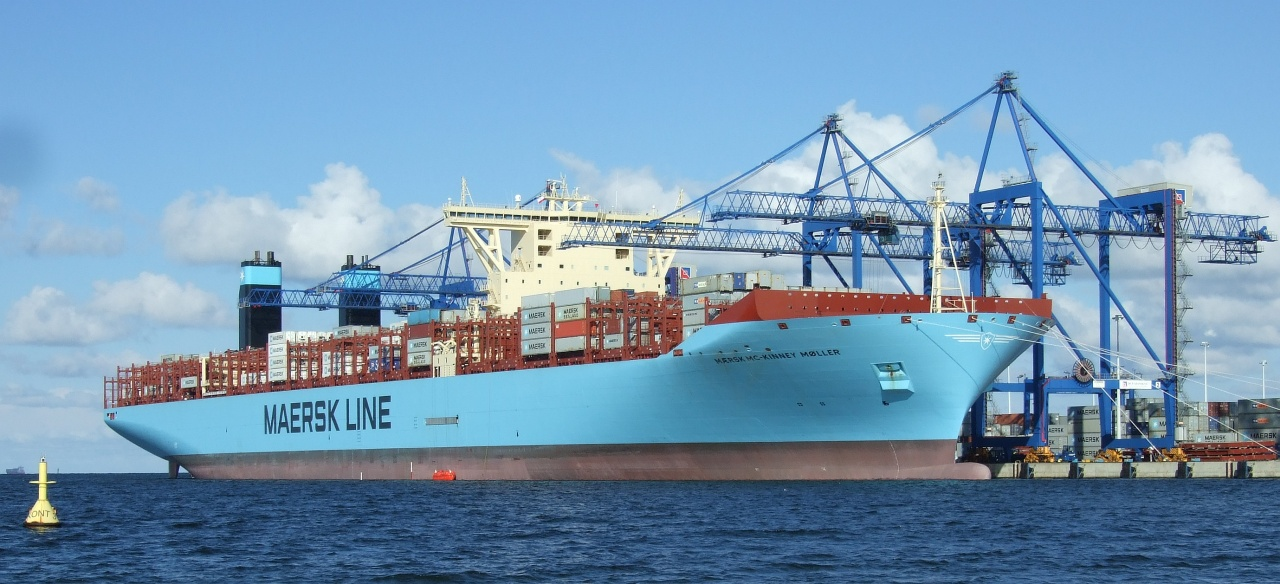
De Mærsk Mc-Kinney Møller

De Maersk Triple-E klasse is een serie containerschepen van de Deense rederij Maersk. Deze werden in de jaren 2012-2015 door de Daewoo Shipbuilding & Marine Engineering Co. (DSME) in Zuid-Korea gebouwd. De 3 E's staan voor economy scale, energy efficiency en environment. Het waren op dat moment de grootste containerschepen van de wereld. Het eerste van deze schepen in de vaart is de Mærsk Mc-Kinney Møller.
Maersk heeft 20 schepen besteld. De eerste tien werden geleverd in 2013-2014 en de volgende tien in 2014-2015. De prijs van de schepen zou rond de 190 miljoen dollar per stuk zijn.

## Beschrijving
Met een lengte van 400 m, een breedte van 59 m en een capaciteit van 18.000 TEU is de Maersk Triple-E 16% groter dan de schepen van de Emma Mærsk-klasse. (Een TEU (Twenty-foot Equivalent Unit) is een standaard container met een lengte van 20 voet.) Het schip is efficiënter met energie dan de oudere schepen. Het functioneert optimaal bij lage snelheden en is dus een slow steamer. Voor de lagere vaarsnelheid, 19 knopen in plaats van de gebruikelijke 23 knopen, worden er 2 kleinere motoren gebruikt. Dit drukt het brandstofverbruik en de uitstoot van koolstofdioxide. Dat brengt weer minder kosten voor bunkers met zich mee. Het schip heeft vanaf de kiel een hoogte van 73 m. De diepgang is 14,5 m.

### Voortstuwing
Anders dan vrachtschepen met 1 motor hebben de Triple-E schepen een ontwerp met een dubbele scheg met twee dieselmotoren die elke hun eigen schroef aandrijven. Normaal is één enkele motor efficiënter, maar het gebruik van twee schroeven verdeelt de kracht en heeft een groter positief effect dan het nadeel van twee motoren en zorgt voor een zuinigere voortstuwing.
Het gebruik van twee motoren betekent dat deze lager en meer naar achter kunnen liggen in het schip, waardoor er meer plaats is voor containers en er dus meer containers meekunnen per reis. Maersk maakt gebruik van ultra-langeslag tweetaktdieselmotoren die 80 rpm draaien. Daarvoor heeft het schip grotere schroeven nodig om dezelfde snelheden te halen. Maar de Triple-E-schepen zijn ontworpen om te varen aan 19 knopen in plaats van de gebruikelijke 23-26 knopen van gelijkaardige schepen. Hierdoor wordt het verbruik verminderd met 37% en aan 17,5 knopen zal het verbruik zelfs gehalveerd worden. De lagere snelheden zouden zorgen voor een extra vaartijd van 2 tot 6 dagen, maar weegt niet op tegen het veel hogere verbruik en dus kosten, voor een paar dagen tijdwinst.

### Design
Maersk heeft deze reeks schepen ontworpen om zo efficiënt mogelijk te zijn, daardoor is ook slim gebruik gemaakt van de indeling van het schip. De verplaatsing van de machinekamer naar achter en de brug naar voren zorgen voor meer plaats voor containers. Door de nieuwe plaatsing van de brug is er ook een beter zicht van op de brug en kunnen achter de brug containers wat hoger gestapeld worden. Triple-E 's zijn net iets breder, waardoor er ook een extra rij aan containers aan boord kan. Alles samen zorgt dit voor 16% meer containers dan vergelijkbare containerschepen voor hun lengte.

### Milieu
Zoals een van de 3 E's aangeeft, heeft Maersk speciale aandacht gegeven aan de milieu-impact. Er ongeveer 30 miljoen dollar per schip uitgegeven aan alle maatregelen en systemen die aan boord zijn om de uitstoot van koolstofdioxide te verminderen met ongeveer 50%. Door deze maatregelen zijn de Triple-E schepen de meest efficiënte schepen per TEU in de wereld.
Het schip heeft een verbeterde motor, die uitgerust is met een systeem dat de warme uitlaatgassen opvangt en omzet in energie. Dit, gecombineerd met een nieuwe romp, geeft deze klasse van schepen een voorsprong op het gebied van energie-efficiëntie. De CO2-uitstoot is daardoor fors verminderd.
Op vrijdag 16 augustus 2013 liep het eerste Triple-E containerschip, de Mærsk Mc-Kinney Møller, de Europahaven van Rotterdam binnen. Het was de eerste Europese bestemming die het 400 meter lange schip aandeed na een bouw- en ontwikkelperiode van ongeveer 2,5 jaar in Zuid-Korea. Het schip is genoemd naar de vroegere topman van Mærsk, Mærsk Mc-Kinney Møller (1913-2012).

### Gegevens
- Capaciteit: 18.000 TEU-containers;
- Topsnelheid: 23 knopen (43 km/u);
- Bemanning: tussen 13 en 22 personen;
- Afmetingen: 400 meter lang, 59 meter breed en 73 meter hoog;
- Er kunnen 19 containers op elkaar worden gestapeld, waarvan 10 onderdeks;
- Gewicht: 55.000 ton zonder ballast en 192.800 ton volgeladen;
- Motoren: twee MAN dieselmotoren, elk met een vermogen van 32 MW (circa 42.000 pk);[5]
- Brandstofverbruik: 168 gram brandstof/kWh;[5]
- Schroeven: twee stuks, elk met vier bladen en een diameter van 9,8 meter.[5]

## Scheepsnamen
- Maersk Mc-Kinney Møller
- Majestic Maersk
- Mary Maersk
- Marie Maersk
- Madison Maersk
- Magleby Maersk
- Maribo Maersk
- Marstal Maersk
- Matz Maersk
- Mayview Maersk
- Merete Maersk
- Mogens Maersk
- Morten Maersk
- Munkebo Maersk
- Maren Maersk
- Margrethe Maersk
- Marchen Maersk
- Mette Maersk
- Marit Maersk
- Mathilde Maersk

## Grotere schepen besteld
In juni 2015 plaatse Maersk Line een order voor een tweede nog grotere generatie Triple-E schepen. De Koreaanse scheepswerf DSME bouwde 11 containerschepen elk met een capaciteit van 20.568 containers. Deze schepen kunnen bijna 2000 containers meer meenemen dan de eerste generatie Triple-E schepen en zullen op de belangrijke routes tussen Europa en het Verre Oosten worden ingezet. Verder nam Maersk een optie voor nog eens zes schepen. De order had een waarde van 1,8 miljard dollar en de schepen werden in 2017 en 2018 geleverd. De nieuwe schepen werden ongeveer 400 meter lang, 59 meter breed en krijgen een diepgang van 16,5 meter. Het eerste van deze schepen, de Madrid Maersk, werd in dienst genomen in april 2017.